# Ich hatte viel Bekümmernis, BWV 21
Ich hatte viel Bekümmernis (У мене було багато горя), BWV 21, — церковна кантата Йоганна Себастьяна Баха. Написана у Веймарі, ймовірно, в 1713 році, вона вперше прозвучала в 1714 році на третю неділю після Трійці. Робота знаменує собою перехід між мотетним стилем на біблійні та гімнічні тексти до оперних речитативів і арій на основі сучасної поезії. Автор позначив цей твір як e per ogni tempo (і на всі часи), вказуючи, що з огляду на універсальність теми кантата підходить для будь-якого випадку.
Текст, ймовірно, написаний придворним поетом Саломоном Франком, і включає чотири біблійні цитати з трьох псалмів і книги Одкровення, об'єднаних в одну частину з двома строфами з гімну Георг Ноймарка «Wer nur den lieben Gott lässt walten». У версії 1723 року, вона складається з одинадцяти частин, у тому числі вступної симфонії і додаткових речитативів і арії. Твір розділений на дві частини, які необхідно виконати до та після проповіді. Склад виконавців включає трьох солістів (сопрано, тенор, бас), мішаний хор (чотири партії), три труби, литаври, гобой, струнні і бассо контінуо. 
Прем'єра відбулась у придворній співочій капелі замку Веймар на 17 червня 1714 року, ця версія відома як Веймарська. Різніше Й. С. Бах переробив твір для постановки, можливо, в Гамбурзі і кілька разів — у Лейпцигу, для останнього виконання було додатково залучено чотири тромбони, що подвоюють голоси.

## Структура
В наступній таблиці представлено назви частин і тональності у версії,  виконаній в Лейпцигу в 1723 році. Інструменти представлено лише духові і струнні, тоді як контінуо і струнні задіяні в усіх частинах.
| № | Назва                                       | Текст        | Тип       | Голоси | Духові       | Струнні         | Тональність           | Розмір      |
| - | ------------------------------------------- | ------------ | --------- | ------ | ------------ | --------------- | --------------------- | ----------- |
| 1 |                                             |              | Sinfonia  |        | Гобой        | 2 скрипки, альт | до мінор              | 4/4         |
| 2 | Ich hatte viel Bekümmernis in meinem Herzen | Psalms 94:19 | Хор       | SATB   | Гобой, Фагот | 2 скрипки, альт | до мінор              | 4/4         |
| 3 | Seufzer, Tränen, Kummer, Not                | Франк        | Арія      | S      | Гобой        |                 | до мінор              | 12/8        |
| 4 | Wie hast du dich, mein Gott                 | Франк        | Речетатив | T      |              | 2 скрипки, альт |                       | 4/4         |
| 5 | Bäche von gesalznen Zähren                  | Франк        | Арія      | T      | Фагот        | 2 скрипки, альт | фа мінор              | 4/4         |
| 6 | Was betrübst du dich, meine Seele           | Psalms 42:5  | Хор       | SATB   | Гобой Фагот  | 2 скрипки, альт | - фа мінор - до мінор | - 3/4 - 4/4 |

| №  | Назва                                                      | Текст                    | Тип                | Голоси | Духові           | Струнні                    | Тональність     | Розмір            |
| -- | ---------------------------------------------------------- | ------------------------ | ------------------ | ------ | ---------------- | -------------------------- | --------------- | ----------------- |
| 7  | Ach Jesu, meine Ruh                                        | Франк                    | Речетатив Dialogus | S B    |                  | 2 скрипки, альт            | Мі-бемоль мажор | 4/4               |
| 8  | Komm, mein Jesu, und erquicke / Ja, ich komme und erquicke | Франк                    | Арія               | S B    |                  |                            | Мі-бемоль мажор | - 4/4 - 3/8 - 4/4 |
| 9  | Sei nun wieder zufrieden, meine Seele                      | - Psalms 116:7 - Neumark | Хор                | SATB   | Гобой (stanza 2) | 2 скрипки, альт (stanza 2) | соль мінор      | - 3/4 - 4/4       |
| 10 | Erfreue dich, Seele, erfreue dich, Herze                   | Франк                    | Арія               | T      |                  |                            | Фа мажор        | 3/8               |
| 11 | Das Lamm, das erwürget ist                                 | Revelation 5:12–13       | Хор                | SATB   | 3 труби, гобой   | 2 скрипки, альт            | До мажор        | 4/4               |